# Heliocopris kolbei
Heliocopris kolbei är en skalbaggsart som beskrevs av Felsche 1901. Heliocopris kolbei ingår i släktet Heliocopris och familjen bladhorningar. Inga underarter finns listade i Catalogue of Life.